# Goto Kanta
Kanta Goto (sinh ngày 5 tháng 12 năm 1993) là một cầu thủ bóng đá người Nhật Bản.

## Sự nghiệp câu lạc bộ
Kanta Goto đã từng chơi cho Cerezo Osaka.